# Кассо, Энтони
Энтони Сальваторе Кассо (итал. Anthony Salvatore Casso) (21 мая 1942 – 15 декабря 2020), по прозвищу «Газовая труба» (англ. Gaspipe) – американский мафиози и один из главарей семьи Луккезе. В итало-американской мафии считался «маньяком-убийцей». Кассо подозревается в совершении десятков убийств и признался в причастности от 15 до 36 убийств. 
Свидетель Энтони Аккеттуро (итал. Anthony «Tumac» Accetturo) – бывший капореджиме бригады Нью-Джерси, однажды выразился об Энтони Кассо: «Всё, что он делал – убивал, убивал, и забирал всё, до чего мог дотянуться». В интервью и на свидетельских показаниях Энтони Кассо признался в причастности к убийствам Фрэнка Дечикко (итал. Frank DeCicco), Роя Демео и американского бандита русского происхождения Владимира Резникова. Энтони Кассо также признался в нескольких попытках убийства босса семьи Гамбино Джона Готти.
После ареста в 1993 году Энтони Кассо стал одним из самых высокопоставленных членов мафии, ставших информаторами. После заключения соглашения о признании вины был помещен в программу защиты свидетелей. В 1998 году после нескольких нарушений соглашение было отменено, и Энтони Кассо был исключен из программы защиты свидетелей. В том же году федеральный судья приговорил его к 455 годам тюрьмы за рэкет, вымогательство и убийство.
Кассо умер в тюрьме 15 декабря 2020 года от осложнений, связанных с COVID-19.

## Биография
Энтони Кассо родился 21 мая 1942 года в Южном Бруклине, младшим из трех детей в семье Майкла и Маргарет Кассо. Дедушка и бабушка Кассо иммигрировали в Соединенные Штаты из итальянской Кампании в 1890-х годах. Его крёстным отцом был Сальваторе Каллинбрано (итал. Salvatore Callinbrano) – полноправный член мафии и капореджиме семьи Дженовезе, имевшей большое влияние в бруклинских доках. Энтони Кассо бросил школу в 16 лет и устроился к отцу грузчиком. В юности стал метким стрелком, стреляя из пистолета по мишеням на крыше дома, который он и его друзья использовали в качестве тира. Кассо также зарабатывал деньги, стреляя хищных ястребов по просьбе любителей голубей.

## Личная жизнь
Энтоги Кассо женился на уроженке Южного Бруклина Лилиан Дельдука (итал. Lillian Delduca) 4 мая 1968 г. – у пары в браке родились дочь и сын.
До брака с Лилиан у Энтони Кассо были серьезные отношения Розмари Биллотти (Rosemarie Billotti), родители которой надеялись, что он женится на их дочери. Без ведома своей жены Лилиан, в течение долгого времени после свадьбы, Энтони Кассо тайно содержал Биллотти в качестве своей любовницы и поселил ей в доме в городе Маунт-Олив (англ. Mount Olive Township).
Во время своего брака Энтони Кассо совершил множество других неверных поступков. В интервью со своим биографом Филипом Карло (англ. Philip Carlo) Энтони Кассо вспоминал: 
«У большинства мужчин, у всех, кого я знаю, были любовницы. Это нормально. Женщины тянутся к нам, к власти, к деньгам, а мы тянемся к ним. Но эти связи нельзя назвать серьёзными. Некоторые парни относились к своим любовницам лучше, чем к жене и это, конечно, не лезет ни в какие ворота – так себя ведут только неотесанные деревенщины (итал. cafone). Я никогда не любил никого, кроме Лилиан – она и моя семья всегда были на первом месте».
После того как в 1993 году ФБР арестовало дом в Маунт-Олив, Лилиан Кассо «пришла в ярость и почувствовала себя преданной, оскорбленной, использованной», когда узнала, что её муж тайно продолжал отношения с Розмари Биллотти. И хотя в конце концов она согласилась навестить мужа в федеральной тюрьме, до конца жизни Лилиан Кассо, по словам Филипа Карло, «не могла понять, как Энтони мог быть такой двуличной свиньей».

## На службе семьи Луккезе

### Начало криминальной деятельности
Кассо в юности отличался жестокостью и был членом печально известной уличной банды «Парни Южного Бруклина» (англ. South Brooklyn Boys). В 1958 году он был арестован после разборки с конкурирующей ирландско-американской бандой. Позднее Энтони Кассо рассказывал Филипу Карло, что его отец Майкл навещал его в полицейском участке и тщетно пытался наставить сына на путь истинный. Вскоре на него обратил внимание Кристофер Фурнари (итал. Christopher «Christie Tick» Furnari) – мафиози из семьи Луккезе и лидер бригады 19th Hole Crew в Бруклине. При поддержке Кристофера Фурнари Энтони Кассо начал карьеру в мафии, занимаясь мелким ростовщичеством. Кристофер Фурнари использовал Энтони Кассо в качестве помощника по организации азартных играх и наркоторговле. Второй арест Энтони Кассо за попытку убийства произошел в 1961 году, но он был оправдан, когда предполагаемая жертва отказалась опознать его как нападавшего.

### Бригада 19th Hole Crew

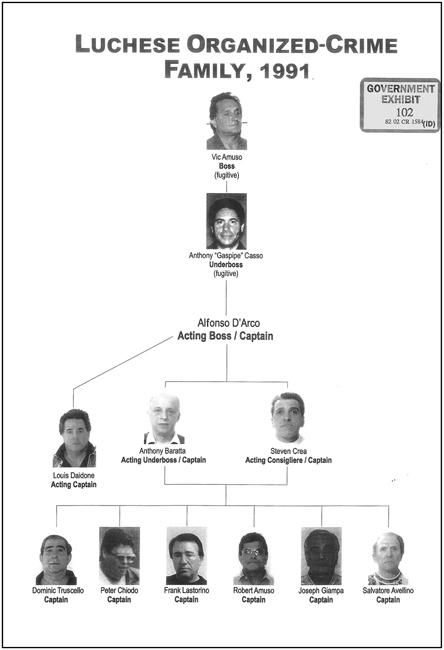
Структура семьи Луккезе, 1991

В 1974 году, в возрасте 32 лет, Энтони Кассо стал полноправным членом семьи Луккезе. Энтони Кассо присоединился к бригаде Винсента Фочери (итал. Vincent Foceri), которая действовала на 116-й улице Манхэттена и Четырнадцатой авеню в Бруклине. Вскоре после того, как Энтони Кассо стал полноправным членом семьи Луккезе, он сблизился с другой восходящей звездой семьи – Виктором Амузо, что положило начало дружбе, продолжавшейся на протяжении почти двадцати лет. Энтони Кассо вместе с Виктором Амузо совершили множество преступлений, включая торговлю наркотиками, кражи со взломом, устранение и ликвидацию полицейских информаторов, а также убийства. Успехи Энтони Кассо и Виктора Амузо были замечены авторитетами семьи Луккезе и впоследствии перешли в более мощную бригаду, которой управлял наставник Энтони Кассо – Фурнари.
В бригаде 19th Hole Crew Кристофера Фурнари и Энтони Кассо, и Амузо возглавили банду взломщиков, известную как «The Bypass Gang», в которую входили эксперты-слесари, взломщики сейфов и специалисты по системам охранной сигнализации. «The Bypass Gang» до сих пор подозревается в совершении краж из банков и ювелирных магазинов на территории Нью-Йорка и Лонг-Айленда. По оценкам властей, «The Bypass gang» в 1970-х и 1980-х годах похитила более 100 миллионов долларов из сейфов и хранилищ.
Когда Кристофер Фурнари был переведен на должность консильери семьи Луккезе, он решил повысить Энтони Кассо, чтобы тот сменил его на посту капореджиме бригады 19 Hole Crew. Энтони Кассо отказался, предложив вместо себя повысить Виктора Амузо и впоследствии Энтони Кассо стал доверенной правой рукой Амузо.
В декабре 1985 года к Энтони Кассо обратился капореджиме Фрэнк Дечикко по поводу планируемого переворота в семье Гамбино. Капореджиме семьи Гамбино Джон Готти, чья бригада сотрудничала с Энтони Кассо в проведении сделок с наркотиками, и другие капореджиме Гамбино планировали убить босса семьи Пола Кастеллано (итал. Paul Castellano), считая, что он слишком слаб, чтобы руководить семьей. Джон Готти и Фрэнк Дечикко искали поддержки среди «Четырех семей», пострадавших от продолжающегося судебного процесса по делу Комиссии (англ. Mafia Commission Trial). По словам Сальваторе Гравано, ещё одного из соучастников Джона Готти, Фрэнк Дечикко вернулся со встречи, сказав, что Кассо предложил заговорщикам свою безоговорочную поддержку. 
По словам Энтони Кассо, во время их встречи Фрэнк Дечикко заявил, что неосторожность Пола Кастеллано, позволившего прослушивать свой дом, была достаточной причиной для его ликвидации. Позже Энтони Кассо рассказал Карло, что пытался отговорить Дечикко от убийства босса, не спросив предварительно разрешения Комиссии. В противном случае, сказал он, убийство Пола Кастеллано было бы кардинальным нарушением правил, и всех участников пришлось бы убивать другим членам «Четырех семей». Убийство Пола Кастеллано произошло 16 декабря 1985 года и Энтони Кассо позже осудил действия Джона Готти, сказав Филипу Карло, что это «начало конца Коза Ностры».
Как и предупреждал Энтони Кассо, босс семьи Луккезе Энтони Коралло (итал. Anthony Corallo) и босс семьи Дженовезе Винсент Джиганте решили убить Джона Готти, Дечикко и всех остальных участников заговора по убийству Пола Кастеллано. Виктор Амузо и Энтони Кассо были выбраны для совершения убийств, и им было поручено подложить бомбу в автомобиль, чтобы попытаться перевести подозрение на сицилийских мафиози – зипов (итал. Zips), связанных с Полом Кастеллано. «Пять семей» официально запретили использовать бомбы из-за риска случайных жертв, но сицилийские мафиози и члены семьи из Кливленда были печально известны тем, что использовали взрывчатку для убийства врагов. Виктор Амузо и Энтони Кассо совершили одно покушение на жизнь Джона Готти и Фрэнка Дечикко, заложив бомбу в машину Дечикко, когда те должны были посетить светский клуб 13 апреля 1986 года. Джона Готти отменил визит в последнюю минуту, и бомба убила только Дечикко и ранила пассажира, которого убийцы приняли за Готти.

### Захват власти в семье Луккезе

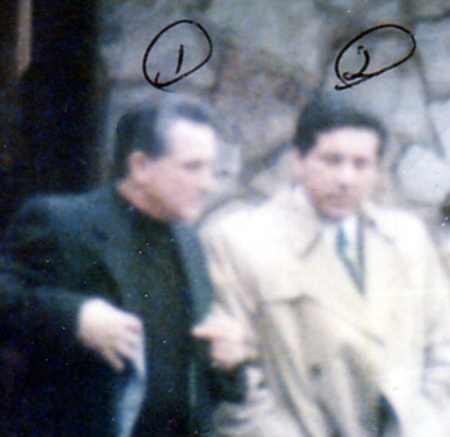
Фото наружного наблюдения ФБР - Энтони Кассо (справа) и Виктора Амузо

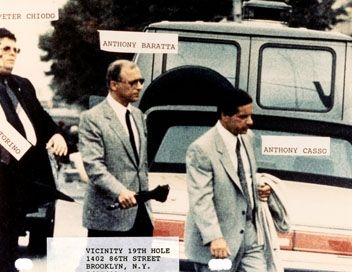
Фото наружного наблюдения ФБР - Баратта, Кассо и Чиодо

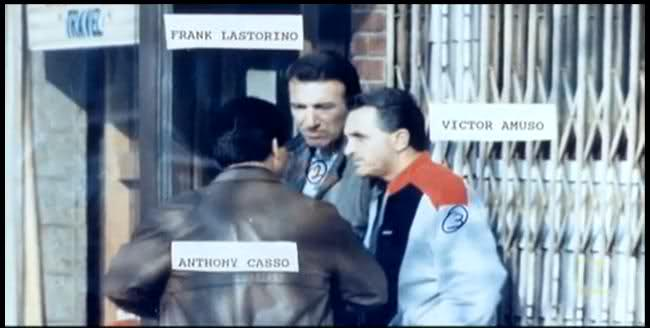
Фото наружного наблюдения ФБР - Кассо, Виктор Амузо и Фрэнк Ласторино

В ноябре 1986 года босс семьи Луккезе Энтони Коралло (итал. Anthony Corallo) почувствовал, что судебный процесс в Комиссии закончится обвинительным приговором, в результате которого всё руководство семьи будет осуждено на длительные сроки и с большой долей вероятности не выйдет живыми из тюрьмы. Желая сохранить традицию беспрепятственной передачи власти в семье Энтони Коралло вызвал к себе Энтони Кассо и Виктора Амузо. Энтони Кассо отказался от повышения до босса и предложил вместо себя кандидатуру Виктора Амузо, который в итоге официально возглавил семью в 1987 году, а Энтони Кассо сменил Кристофера Фурнари на посту консильери. Энтони Кассо занял пост заместителя босса в 1989 году после ухода Мариано Макалузо (итал. Mariano Macaluso) в отставку.
Находясь на вершине власти, Виктор Амузо и Энтони Кассо делили между собой огромные доходы от незаконной деятельности семьи Луккезе. Эти доходы включали в себя: 15-20 тысяч долларов в месяц от вымогательства у компаний по доставке и перевозке грузов на Лонг-Айленде, 75 тысяч долларов в месяц в виде откатов от восьми грузовых авиаперевозчиков, работающих в районе Нью-Йорка, в обмен на отсутствие протестов со стороны рабочих, 20 тысяч долларов в неделю прибыли от незаконных, нелицензированных видеоигровых автоматов, установленных на предприятиях, связанных с семьей Луккезе, 245 тысяч долларов в год от крупного поставщика бетона, принадлежащего семье. Виктор Амузо и Энтони Кассо также делили более 200 000 долларов в год от незаконных операций, связанных с защитой Швейного квартала, а также долю от всех преступлений, совершенных боевиками семьи.
В одном случае Энтони Кассо и Виктор Амузо получили 800 000 долларов от семьи Коломбо за то, что Энтони Кассо помог им похитить металлолом со строительной площадки на Вестсайдском шоссе. В другом случае оба босса получили 600 000 долларов отступных от семьи Гамбино за то, что позволили взять под защиту подрядчика строительства жилого комплекса на Кони-Айленде, находящегося под защитой семьи Луккезе. Энтони Кассо также контролировал греко-американского криминального босса Джорджа Каликатаса (англ. George Kalikatas), который только в 1990 году предоставил Энтони Кассо 683 000 долларов на организацию ростовщичества, вымогательства и незаконных азартных игр в районе Астории.

### Энтони Кассо и банды Восточной Европы

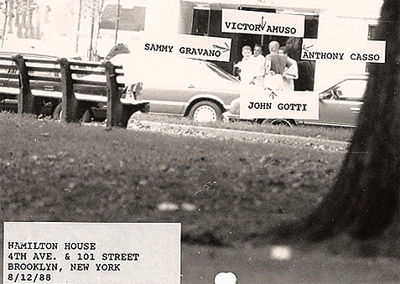
Фото наружного наблюдения - Виктор Амузо, Энтони Кассо, Джон Готти и Сэмми Гравано

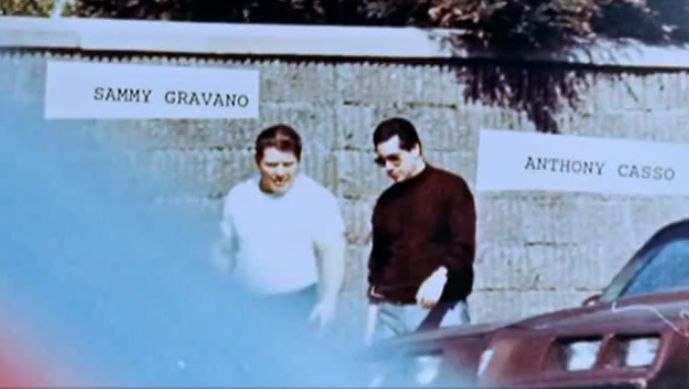
Фото наружного наблюдения - Энтони Кассо и Сэмми Гравано

У Кассо был тесный союз с русским боссом Маратом Балагулой, который проворачивал многомиллиардные махинации с бензином. Балагула, советский еврей, прибыл в США в соответствии с поправкой Джексона-Вэника. После того как капо Коломбо Майкл Францезе (итал. Michael Franzese) начал прессовать Балагулу – тот обратился к Кристоферу Фурнари, консильери преступной семьи Луккезе, и попросил о встрече в клубе 19 Hole Crew в Бруклине. По словам Энтони Кассо, Кристофер Фурнари заявил,
«Пирога хватит на всех, и никто не встанет из-за стола «голодным». Но нам нужно избегать неприятностей между семьями и поэтому предлагаю заключить сделку с остальными семьями, чтобы проливать зря кровь и не привлекать лишнего внимания... А пока мы сообщим, что отныне вы и ваши люди находятся под защитой семьи Луккезе. Никто не будет вас беспокоить. Если же кто-то побеспокоит вас, приходите к нам, и Энтони обо всём позаботится».
«Налоги» от деятельности Балагулы в пользу «Пяти семей» были настолько большими и уступали по объёмам лишь наркоторговле. По словам Филипа Карло слухи о сделке между Балагулой и итальянцами довольно быстро дошли до русского преступного мира:
Балагул платит итальянцам, Балагула – щенок, Балагула – кастратат, дни Балагулы сочтены, сделка с итальянцами – начало конца. Но проблема была в том, что у Балагулы были яйца – он был безжалостным убийцей и дипломатом, который знал, что сила итальянских преступных семей быстро сотрет с лица земли новоявленных русских конкурентов.
Вскоре после этого соперник Балагулы, иммигрант из России по имени Владимир Резников, подъехал к офисному зданию, где в тот момент находился Балагула со своими сообщниками. Резников открыл огонь по зданию из автомата АК-47 в результате чего один из близких помощников Балагулы был убит, а несколько других получили ранения.  Вскоре после этого, 12 июня 1986 года, Владимир Резников вошел в штаб-квартиру Балагулы и, приставив пистолет «Беретта» к голове Балагулы, потребовал 600 000 долларов, которые, как он утверждал, Балагула был ему должен. Он также потребовал процент от всех операций Балагулы. После того как Балагула пообещал достать деньги, Резников стал угрожать ему и его семье.
После ухода Владимира Резникова у Балагулы случился обширный сердечный приступ, и Балагула настоял на том, чтобы его лечили в его доме на Брайтон-Бич, где, по его мнению, Владимиру Резникову будет сложнее до него добраться. Когда для разбирательства прибыл Энтони Кассо и выслушал рассказ Балагулы, то впал в ярость. Позже Энтони Кассо сказал Филипу Карло, что, по его мнению, Владимир Резников плюнул в лицо всей Козе Ностре. Энтони Кассо сказал Балагуле: «Передай Владимиру, что его деньги у тебя и что он должен прийти в клуб завтра. Об остальном мы позаботимся». На это Балагула ответил: «Вы уверены? Это животное. Это он расстрелял нас в офис»{{sfn|Carlo|2008|p=153}}. Энтони Кассо успокоил Балагулу: «Не беспокойтесь. Я обещаю, что мы позаботимся о нем». Затем Энтони Кассо запросил фотографию Владимира Резникова и описание его машины.
После встречи Энтони Кассо и Виктора Амузо получили от Кристофера Фурнари разрешение на убийство Владимира Резникова. На следующий день Владимир Резников вернулся в ночной клуб, рассчитывая забрать свои деньги. Поняв, что Балагулы там нет, Владимир Резников разразился шквалом ругательств и вышел из клуба. На парковке боец из бригады Демео Джозеф Теста (итал. Joseph Testa) подошел к Владимиру Резникову и застрелил его. Затем Джозеф Теста прыгнул в машину, за рулем которой находился Энтони Сентер (итал. Anthony Senter), и покинул место преступления. По словам Энтони Кассо, «после этого у Марата не было никаких проблем с русскими».

### Укрепление власти Энтони Кассо в семье Луккезе

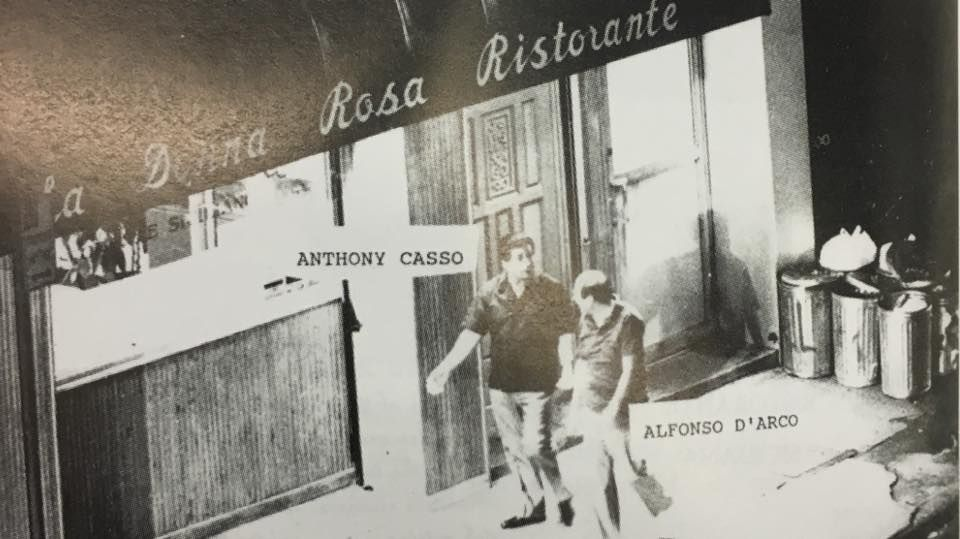
Фото наружного наблюдения - Энтони Кассо и Альфонс Дарко

В 1988 году капореджиме Пол Варио умер в федеральной тюрьме, и вместо него Виктор Амузо назначил Альфонса Дарко (итал. Alphonse D'Arco). В 1990 году Виктор Амузо выбрал Альфонса Дарко для организации «строительной группы Луккезе» (итал. Lucchese construction panel). Комитет, состоящий из членов семьи Луккезе, должен был осуществлять надзор за профсоюзами и строительными компаниями, контролируемыми Луккезе, и координировать совместные деловые предприятия с другими пятью семьями нью-йоркской Коза Ностры.
Много лет спустя Альфонс Дарко объяснил свою роль под руководством Виктора Амузо и Энтони Кассо в семье Луккезе: «Когда нужно было сделать грязную работы, то выбор всегда падал на меня».
Например, в печально известном «геноциде бригады Джерси» Виктор Амузо и Энтони Кассо приказали Альфонса Дарко и бывшей команде Пола Варио убрать бригаду семьи Луккезе из Джерси, после того как капореджиме Энтони Аккеттуро (итал. Anthony «Tumac» Accetturo) отказался от прямого приказа увеличить выплаты в пользу семьи. Энтони Аккеттуро был особенно разгневан тем, что Энтони Кассо и Виктор Амузо также приказали убить его жену. Энтони Кассо утверждал в интервью Филиппу Карло, что Энтони Аккетуро привлёк свою жену к управлению бригадой и что поэтому только Энтони Аккетуро несет ответственность за свою жену. Энтони Аккеттуро посчитал, что приказ об убийстве его жены является нарушением правила американской мафии, запрещающего убивать родственников мафиози, не имеющих отношения к криминальной деятельности, и поэтому решил нарушить свою клятву и сотрудничать с федеральными властями.

### В бегах
В январе 1991 года Энтони Кассо получил от секретного источника в правоохранительных органах, который он называл своим «хрустальным шаром», предупреждение о готовящемся федеральном обвинении. Незадолго до того, как он и Виктор Амузо скрылись, Энтони Кассо вызвал Альфонса Дарко на встречу в парке Джона Пола Джонса (англ. John Paul Jones Park) в районе Бэй-Ридж. Энтони Кассо передал Дарко список номеров телефонных будок и адреса конспиративных квартир, и сообщил Дарко, что до дальнейшего уведомления Альфонс Дарко возглавляет семью Луккезе.
Альфонс Дарко дважды встречался с Энтони Кассо и Виктором Амузо в Скрантоне и несколько раз на конспиративных квартирах в Бруклине. 
В начале 1991 года Виктор Амусо и Энтони Кассо заказали убийство человека и капореджиме Питера Чиодо (итал. Peter «Fat Pete» Chiodo) – сообщника по махинациям с установкой окон (англ. Windows Case), который признал себя виновным, не спросив их разрешения. Энтони Кассо поручил убийство исполняющему обязанности босса Альфонсу Дарко. Приказ шокировал Дарко, который знал, что Питер Чиодо был близким другом и доверенным лицом Энтони Кассо на протяжении многих лет.
8 мая 1991 года двое стрелков семьи Луккезе напали на Питера Чиодо из засады на заправке в Статен-Айленде. Питер Чиодо получил 12 пулевых ранений в руки, ноги и туловище, но выжил после нападения. Врачи считают, что ожирение Питер Чиодо спасло ему жизнь, поскольку ни одна пуля не попала в жизненно важный орган или артерию. Однако Питер Чиодо получил несколько ранений в живот и необратимые повреждения правой руки.
После неудачного покушения Энтони Кассо передал через адвоката Питера Чиодо угрозу, что, если Питер Чиодо даст показания, его жена будет убита. Несмотря на то, что угроза Энтони Кассо была обычной практикой в Ндрангете, она была нарушением правила американской мафии, запрещающего убивать родственников мафиози, не имеющих отношения к криминальной деятельности. Хотя Питер Чиодо с яростью отвергал все предыдущие предложения о сотрудничестве с федеральными властями, угроза Энтони Кассо об убийстве жены стала последней каплей. Питер Чиодо нарушил клятву и, по его собственным словам, стал государственным свидетелем, чтобы защитить свою семью.
Тем временем Альфонс Дарко знал, что Виктор Амузо и Энтони Кассо обвиняют его в неудачном убийстве Питера Чиодо, и был уверен, что они планируют его убийство. В июле 1991 года на встрече в Статен-Айленде Виктор Амузо и Энтони Кассо заменили Дарко на посту исполняющего обязанности босса, назначив вместо него четырех капореджиме. Хотя Дарко был назначен членом комиссии капореджиме, он по-прежнему был уверен, что Виктор Амузо и Энтони Кассо больше ему не доверяют.
29 июля 1991 года по наводке неизвестного инсайдера арестовали Виктора Амузо, и Энтони Кассо стал фактическим боссом семьи. Высказывалось предположение, что источником утечки информации был сам Кассо, поскольку лишь несколько человек были осведомлены о местонахождении Виктора Амузо. Эта теория опровергается Филипом Карло, который утверждает, что Энтони Кассо не только был намерен найти и покарать стукача, предавшего Виктора Амузо, но и что Энтони Кассо немедленно отправил 250 000 долларов, которые причитались Амузо, его жене в коробке из-под обуви. Энтони Кассо, по словам Филипа Карло, не хотел быть боссом семьи Луккезе и пытался организовать побег Амузо из федеральной тюрьмы после его ареста. К разочарованию Энтони Кассо и капореджиме Луккезе, Виктор Амузо отказался покинуть тюрьму, опасаясь за свою жизнь. В результате капореджиме Луккезе попросили Энтони Кассо взять на себя обязанности босса и Энтони Кассо неохотно согласился.
К 21 сентября 1991 года Альфонс Дарко был уверен, что Виктор Амузо и Энтони Кассо намерились его убить. Днем Альфонс Дарко позвонил агенту ФБР Роберту Марстону (англ. Robert Marston). Альфонс Дарко объяснил, что его жизнь в опасности и что семья Луккезе начала убивать целые семьи подозреваемых информаторов, чего раньше никогда не было. После некоторого колебания Альфонс Дарко сказал агенту Марстону, что он и его семья скрываются в доме его матери на Лонг-Айленде. Позже той же ночью Альфонс Дарко и его семья вошли в программу защиты свидетелей (англ. United States Federal Witness Protection Program).
Начало сотрудничества Альфонса Дарко и Питера Чиодо с федеральными властями открыло возможность для новых обвинений в убийстве против Виктора Амузо и Энтони Кассо. 
В результате нарушения кодекса мафии семья Питера Чиодо вскоре подверглась мести со стороны Виктора Амузо и Энтони Кассо. 10 марта 1992 года боец Майкл Спинелли (итал. Michael Spinelli) стрелял в сестру Питера Чиодо – Патрицию Капозалло (итал. Patricia Capozallo). Патриция Капозалло получила пулевые ранения в руку, спину и шею, но выжила.
Также в 1993 году Энтони Кассо приказал Джорджу Запполе (итал. George «Georgie Neck» Zappola), Фрэнку Папаньи (итал. Frank «Bones» Papagni) и консильери Фрэнку Ласторино (итал. Frank «Big Frank» Lastorino) ликвидировать капореджиме семьи Луккезе в Бронксе Стивена Креа (итал. Steven L. «Stevie» Crea).
Тем временем следователи из окружной прокуратуры Бруклина использовали новую технологию для отслеживания местоположения сотовых телефонов. Фрэнк Ласторино, как они выяснили, регулярно звонил на сотовый телефон в районе Бадд-Лейк (англ. Budd Lake, New Jersey). Прокуратура сообщила об этом агенту ФБР Ричарду Рудольфу (англ. Richard Rudolph), который организовал получение судебного ордера, позволяющего прослушивать телефон Ласторино. Когда агенты ФБР прослушивали телефон, они узнали голос Кассо  и 19 января 1993 года Энтони Кассо был арестован, выходя из душа в доме, который он делил со своей любовницей Розмари Биллотти (итал. Rosemarie Billotti).
При обыске дома агенты ФБР нашли винтовку, 340 000 долларов наличными, отчеты ФБР, которые были предоставлены адвокатам Виктора Амузо, и подробные документы о внутренней работе семьи Луккезе.
Документы включали детальные ежемесячные подсчеты того, сколько денег Энтони Кассо и Виктор Амузо получили от своих операций. Энтони Кассо также составил подробный список рождественских подарков, которые он и Виктор Амузо получили от каждой из бригад Луккезе. Там же находился подробный список членов бригад, который был замаскирован под список гостей свадьбы.

### За решёткой
В ожидании суда Кассо содержался в Метрополитенском исправительном центре. Столкнувшись с обвинениями, которые практически гарантировали ему смерть в тюрьме, он продолжал санкционировать убийства и даже начал разрабатывать планы побега. Один из планов почти удался, когда подкупленный охранник пропустил его через охрану. Энтони Кассо почти вышел из тюрьмы, но в последний момент его заметил другой охранник и сорвал побег. После неудачной попытки Энтони Кассо начал разрабатывать планы с привлечением семьи Луккезе – Энтони Кассо пытался узнать какие тюремные автобусы будут его перевозить, чтобы организовать засаду и убить председательствующего судью, Юджина Никерсона (англ. Eugene Nickerson).
2 февраля 1993 года тело Фрэнка Синьорино (итал. Frank Signorino), дяди Питера Чиодо, было найдено в багажнике автомобиля в Восточном Нью-Йорке. Синьорино погиб от множественных огнестрельных ранений в голову, которая была завернута в черный пластиковый пакет.
12 февраля 1993 года семья Луккезе сожгла гараж Аннет Синьорино (итал. Annette Signorino) – 95-летней бабушки Питера Чиодо, в Грейвсенде (Gravesend, Brooklyn). Позднее Питер Чиодо заявил ФБР, что «не мог поверить, что кто-то может пытаться причинить вред пожилой женщине».
Власть Энтони Кассо была подорвана, когда Виктор Амузо лишил Энтони Кассо звания младшего босса и объявил, что семья Луккезе должны считать его парией, фактически изгнав Энтони Кассо из семьи. Виктор Амузо давно подозревал Энтони Кассо в том, что тот не использовал свои связи в правоохранительных органах, чтобы выяснить, кто его предал, и в конце концов пришел к выводу, что Энтони Кассо сделал это сам, чтобы захватить контроль над семьёй.
Два главных обвинителя по этому делу – Чарльз Роуз (англ. Charles Rose) и Грегори О'Коннелл (англ. Gregory O'Connel), позже рассказали журналисту Джерри Капеши (англ. Jerry Capeci), что они надеялись использовать Сэмми Гравано в качестве свидетеля против Энтони Кассо, но Сэмми Гравано отказался, так как опасался, что Энтони Кассо начнет убивать членов его семьи.
Однако Альфонс Дарко, по слухам, очень хотел дать показания против своего бывшего друга. По словам агента ФБР Люсьена Гандольфо (англ. Lucien Gandolfo), «Альфонс Дарко думал, что отстаивает правду, а также старые ценности, от которых отказалась мафия».

## Правительственный информатор
Столкнувшись с перспективой судебного процесса, на котором Альфонс Дарко, Энтони Аккетуро и Питер Чиодо должны были выступить против него в качестве главных свидетелей, а также провести остаток жизни в тюрьме, Энтони Кассо связался с агентом ФБР Ричардом Рудольфом (англ. Richard Rudolph) и предложил сделку. Энтони Кассо немедленно перевели в федеральную тюрьму Ла Туна (англ. Federal Correctional Institution, La Tuna), расположенную недалеко от Эль-Пасо, и разместили в знаменитом «номере Валачи» (англ. Valachi Suite).
В начале первого заседания Энтони Кассо пошутил: «Каждый раз, когда я выходил из дома, я совершал преступление. Вы ожидаете, что я вспомню их все?»  Агенты попросили Кассо начать с раскрытия «хрустального шара» – коррумпированных сотрудников правоохранительных органов.
В ответ на это Энтони Кассо рассказал, что на его содержании находились известные детективы полиции Нью-Йорка – Стивен Каракаппа (англ. Stephen Caracappa) и Луис Эпполито (англ. Louis Eppolito), которые совершили восемь убийств по его приказу. Далее Энтони Кассо объяснил, что детективы Стивен Каракаппа и Луис Эпполито, которые служили в Правительственной группе по борьбе с организованной преступностью (англ. Federal Organized Crime Strike Force), слили имена информаторов полиции и ФБР, что привело к множеству других убийств.
Федеральные прокуроры Чарльз Роуз и Грегори О'Коннелл вылетели из Нью-Йорка в Техас для проведения допроса – Энтони Кассо назвал десятки других мафиози, с которыми он взаимодействовал, включая босса семьи Дженовезе Винсента Джиганте. Энтони Кассо также признался, что направил убийц в дом федерального прокурора Чарльза Роуза с намерением убить его. Энтони Кассо также признался, что замышлял убийство федерального судьи Никерсона, чтобы отсрочить свой собственный суд.
Поначалу Энтони Кассо признался в двенадцати убийствах, но, когда на него начали давить, он признался ещё в двадцати четырех. В то же время было установлено, что Энтони Кассо солгал о том, сколько у него было денег. Он также отрицал свою причастность к убийству дяди Питера Чиодо и к поджогу дома престарелой бабушки Питера Чиодо. Агенты ФБР, настроенные всё более скептически, заставили Кассо пройти тест на детекторе лжи, который он провалил.
Позже Грегори О'Коннелл рассказал Джерри Капеши, что решение не использовать Энтони Кассо в качестве свидетеля было принято в «номере Валачи», а Энтони Кассо, «с явным удовольствием», смеялся, описывая, как он заживо похоронил молодого подельника по контрабанде наркотиков в Эверглейдс.
Пока Энтони Кассо рассказывал про свои преступления, федеральные прокуроры Грегори О'Коннелл и Чарльз Роуз «читали мысли друг друга» и пришли к выводу, что присяжные не приняли бы Энтони Кассо в качестве свидетеля. Оба прокурора вернулись в Нью-Йорк, убежденные, что знание Энтони Кассо секретов мафии не имеет большого значения. Грегори О'Коннел позже сказал Капеши: «На суде невозможно использовать абсолютное зло».
Энтони Кассо заключил соглашение о признании вины на слушаниях 1 марта 1994 года, где он признал себя виновным в 70 преступлениях, включая рэкет, вымогательство и 15 убийств. Два главных прокурора по этому делу – Чарльз Роуз и Грегори О'Коннелл, позже сказали, что опасались, что Энтони Кассо может быть оправдан на суде, поскольку у них не было никаких записей разговоров в качестве доказательства. Однако после того, как Энтони Кассо признал себя виновным, Грегори О'Коннелл заявил, что Энтони Кассо «теперь связан по рукам и ногам». Оставаясь в тюрьме, Энтони Кассо был включен в программу защиты свидетелей.
По словам Филипа Карло, когда Энтони Кассо узнал, что у него в банде был агент ФБР, прокуроры приказали ему молчать. Энтони Кассо утверждает, что ещё больше разозлил правительство США, обвинив Сэмми Гравано, который отрицал, что когда-либо занимался наркотиками, в покупке у Энтони Кассо больших партий кокаина, героина и марихуаны на протяжении двадцати лет. Энтони Кассо был частично оправдан, когда в 2000 году Сэмми Гравано признал себя виновным в управлении крупной наркогруппировкой и продаже экстази подросткам. Таким образом Энтони Кассо стал вторым после Сэмми Гравано главарем нью-йоркской преступной семьи, который нарушил клятву и стал информатором.
В 1998 году Энтони Кассо был исключен из программы защиты свидетелей после того, как прокуроры заявили о многочисленных нарушениях, совершенных в 1997 году, включая подкуп охранников, нападения на других заключенных и «ложные заявления» о Сэмми Гравано и Альфонсе Дарко. В июле 1998 года адвокат Кассо попытался заставить судью Фредерика Блока (англ. Frederic Block) отменить решение федеральных прокуроров об исключении Энтони Кассо из программы по защите свидетелей, но Блок отказался это сделать. Вскоре после этого судья Фредерик Блок приговорил Кассо к 455 годам лишения свободы без возможности условно-досрочного освобождения – максимальному сроку, предусмотренному правилами вынесения приговоров. 
Позже Энтони Кассо рассказал корреспонденту The New York Times по вопросам организованной преступности Селвину Раабу, что, прежде чем стать информатором, он всерьез рассматривал возможность заключения сделки, которая позволила бы ему получить условно-досрочное освобождение через 22 года. «Я помогаю правительству и получаю пожизненное без права на досрочное освобождение – это, блядь, хорошая шутка», заявил Энтони Кассо. Пытаясь пересмотреть приговор Энтони Кассо дважды подавал апелляцию, но проиграл.
В письме Филипу Карло от 2006 года Энтони Кассо заявил: 
«Дорогой Карло, 
я искренне сожалею о своём решении сотрудничать с правительством – это противоречило всем моим убеждениям и воспитанию. Я точно знаю, что, если бы мой отец был жив, я бы никогда так не поступил. Я опозорил семейное наследие, потерял уважение своих детей и близких друзей и, скорее всего, стал причиной внезапной смерти моей жены и доверенного лица на протяжении более 35 лет. Хотелось бы повернуть время вспять только для того, чтобы вернуть её. Я никогда в жизни не доносил ни на кого. Я всегда ненавидел крыс и, как бы странно это ни звучало, ненавижу до сих пор. Я точно ненавижу себя, день за днем. Всё было бы совсем по-другому, если бы у правительства с самого начала были честные свидетели. У меня был бы второй шанс начать новую жизнь, а моя жена Лилиан была бы жива. Похоже, что единственные люди, которым правительство дарует свободу — это те, кто дает ложные показания, чтобы добиться обвинительного приговора. Принцип «правда освободит вас» (англ. veritas vos liberabit) ничего не значит в федеральных судах. Даже на этом этапе своей жизни я считаю себя лучшим человеком, чем большинство людей на улицах. 

С презрением и пренебрежением Тони Гаспайп.

## Тюремный срок и смерть
Энтони Кассо начал отбывать наказание в тюрьме максимально строгого режима Флоренс. В марте 2009 года Кассо был переведен в Федеральный медицинский центр (Fангл. ederal Medical Center) при Федеральном исправительном комплексе (англ. Federal Correctional Complex) в Северной Каролина, для лечения рака простаты. В июле 2009 года он был возвращен в тюрьму Флоренс. В 2013 году Энтони Кассо был переведен в Федеральное управление по реинтеграции (англ. Federal Residential Reentry Management Office) в Миннеаполисе. Это было не тюремное, а административное учреждение для заключенных, находящихся под домашним заключением.
В мае 2018 года он был переведен в Медицинский центр США для федеральных заключённых (англ. United States Medical Center for Federal Prisoners) – медицинскую тюрьму в Спрингфилде, а позже он был переведен в федеральную тюрьму строгого режима (англ. United States Penitentiary, Terre Haute) в Индиане. С 25 марта 2020 года он отбывал наказание в тюрьме строгого режима (англ. United States Penitentiary, Tucson) в Аризоне. В последние годы жизни у Кассо развились осложнения, связанные с раком простаты, ишемической болезнью сердца, болезнью почек, гипертонией, болезнью мочевого пузыря и проблемами с легкими из-за многолетнего курения.
5 ноября 2020 года на фоне пандемии в Аризоне Энтони Кассо сдал положительный анализ на COVID-19 и был помещен в изолятор. 9 ноября Энтони Кассо был доставлен в местную больницу из-за нарушения дыхания, а 17 ноября 2020 года был помещён на аппарат искусственной вентиляции лёгких. Его адвокаты попросили о сострадательном освобождении, но это ходатайство было отклонено 28 ноября. Энтони Кассо умер от осложнений, связанных с COVID-19, 15 декабря 2020 года, в возрасте 78 лет.

## Дополнительные материалы
- Carlo, Philip. Gaspipe: Confessions of a Mafia Boss. — New York : HarperCollins, 2008. — ISBN 978-0061429842.
- Friedman, Robert I. Red Mafiya: How the Russian Mob Has Invaded America. — Boston; New York; London : Little, Brown and Company, 2000. — ISBN 0316294748.
- Lawson, Guy. The Brotherhoods / Guy Lawson, William Oldham. — Pocket Books, 2007. — ISBN 978-1-4165-2338-3.
- Raab, Selwyn. Five Families: The Rise, Decline and Resurgence of America's Most Powerful Mafia Empires. — 2006. — New York : Thomas Dunne Books, 2005. — ISBN 978-0312361815.
- Volkman, Ernest. Gangbusters: The Destruction of America's Last Great Mafia Dynasty. — 1999 paperback. — New York : Avon Books, 1998. — ISBN 0380732351.
- Capeci, Jerry. Gotti: Rise and Fall / Jerry Capeci, Gene Mustain. — Penguin Books Canada, Limited, 1996.
- Kelly, Robert J. Encyclopedia of Organized Crime in the United States. — Westport, Connecticut : Greenwood Press, 2000. — ISBN 0-313-30653-2.
- Pistone, Joseph D. Donnie Brasco: Unfinished Business / Joseph D. Pistone, Charles Brandt. — Running Press Book Publishers, 2007. — ISBN 978-0-7624-2707-9.